# Валя (станция)
Валя — железнодорожная станция в Тихвинском районе Ленинградской области. Находится в поселке при станции Валя.
Станция открыта в 1913 году на вновь построенной линии Санкт-Петербург — Вологда. На станции останавливаются все проходящие через нее пригородные поезда.